# Aeroportul Municipal Mason City
Aeroportul Municipal Mason City (IATA: MCW, ICAO: KMCW, FAA LID: MCW) este un aeroport din Iowa, Statele Unite ale Americii ce deservește zona Mason City⁠(d). Aeroportul a fost tranzitat în 2019 de 16.112 pasageri. A fost numit după zona deservită.
Situat la o altitudine de 370 m, aeroportul dispune de 2 piste.

## Infrastructură

### Piste
Aeroportul dispune de 2 piste. Pista 12/30 are suprafața de asfalt și dimensiunile 5.502 picioare × 150 picioare. Pista 18/36 are suprafața de asfalt și dimensiunile 6.501 picioare × 150 picioare. 